# نيك ميتشيل
نيك ميتشيل (بالإنجليزية: Nick Mitchell)‏ هو مصارع محترف أمريكي، ولد في 9 نوفمبر 1982 في ماغنوليا في الولايات المتحدة.

## وصلات خارجية
- نيك ميتشيل على موقع شيردوغ (الإنجليزية)
- نيك ميتشيل على موقع CageMatch worker (الإنجليزية)
- نيك ميتشيل على موقع عالم المصارعة على الإنترنت (الإنجليزية)
- نيك ميتشيل على موقع IMDb (الإنجليزية)